# Шалашков, Николай Ильич
Николай Ильич Шалашков (26 ноября 1920 — 24 ноября 1943) — сапёр 553-го отдельного сапёрного батальона 226-й стрелковой дивизии, ефрейтор. Герой Советского Союза.

## Биография
Родился 26 ноября 1920 года в деревне Череватово ныне Дивеевского района Нижегородской области.
В армии с 7 февраля 1942 года. На фронте с мая 1942 года. Воевал на Западном, Воронежском, Центральном фронтах. Освобождал Украину.
Отличился при форсировании Днепра. 27 сентября 1943 года переправлял стрелковые подразделения, сделав 8 переправ.
Указом Президиума Верховного Совета СССР от 17 октября 1943 года за мужество и героизм, проявленные при форсировании Днепра, ефрейтору Шалашкову Николаю Ильичу присвоено звание Героя Советского Союза.
24 ноября 1943 года пропал без вести.
Награждён орденами Ленина, Красной Звезды, медалью «За отвагу».